# Ammar Belhani
 (mars 2020).
Pour les articles homonymes, voir Belhani.
Ammar Belhani, né le 27 octobre 1971 à Aïn El Kebira dans la wilaya de Sétif, est un footballeur international algérien. Il a évolué au poste de gardien de but.
Il compte deux sélections en équipe nationale entre 2000 et 2001.

## Biographie
Belhani a joué son premier match avec l'équipe d'Algérie le 5 décembre 2000 contre la Roumanie dans un match amical qui s'est terminé 2-3 en faveur des Roumains.
Son second et dernier match contre l'Égypte au Caire, un match des éliminatoires de la coupe du monde 2002 qui s'est terminé 5-2 pour les Égyptiens.

## Palmarès
- Champion d'Algérie en 2007 avec l'ES Sétif.
- Vainqueur de la Coupe de l'UAFA en 2007 avec l'ES Sétif.